# Anna Hude

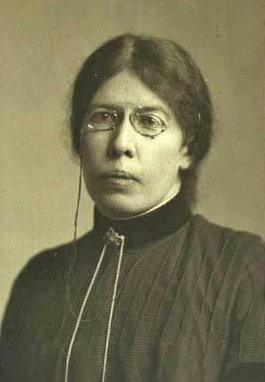
Anna Sophie von der Hude, 1904, photographiert von Julie Laurberg

Anna Sophie von der Hude (* 26. Juli 1858 in Ebeltoft, Dänemark; † 9. August 1934 in Kopenhagen, Dänemark) war eine dänische Historikerin und Frauenrechtlerin. Sie war die erste Dänin mit einem Universitäts-Abschluss als Historikerin und die erste, die zur Dr. phil. promoviert wurde. Sie war zudem die erste Frau, die mit der Goldmedaille der Universität Kopenhagen ausgezeichnet wurde.

## Leben und Werk
Hude war eines von fünf Kindern von Sophus Waldemar von der Hude und Johanne Larentin Elisabeth Tulinius. Sie erhielt eine Ausbildung zur Privatlehrerin und absolvierte von 1876 bis 1877 den Femmer-Lehrgang und wurde anschließend an der Bürgerschule in Roskilde angestellt. 1878 zog sie nach Kopenhagen, um sich im Haus eines Onkels auf ihre Reifeprüfung vorzubereiten. Der Hausarzt der Familie, C. J. Leerbeck, vergewaltigte sie. Hude meldete die Vergewaltigung nicht, versuchte dann nach einem Selbstmordversuch 1880, den Arzt auf offener Straße zu erschießen. Dieser überlebte, erhängte sich aber später in seiner Zelle, als er nach Hudes Aussage festgenommen wurde. Der sensationelle Fall endete mit einer milden Haftstrafe gegen Hude, die nach etwas mehr als fünf Monaten Haft entlassen wurde. Als eines der wenigen Mädchen absolvierte sie 1882 das Lyzeum und studierte Geschichte an der Universität Kopenhagen.
1887 war sie die erste Frau, die einen cand. mag. in Geschichte als Hauptfach und Englisch und Latein als Nebenfach erwarb. 1888 erhielt sie als erste Frau die Goldmedaille der Universität Kopenhagen für ihre Arbeit En Fremstilling og Kritik af de nyere Opfattelser af Spørgsmaalet om Lensvæsnets Opkomst. 1893 promovierte sie als erste Dänin mit einer Dissertation über den dänischen Gerichtshof und seinen Platz in der dänischen Verfassung. Hude war dann die erste Frau, die im Nationalarchiv beschäftigt war, bei dem sie von 1889 bis 1890 und erneut von 1891 bis 1910 angestellt war. Parallel zu ihrer Tätigkeit im Nationalarchiv arbeitete sie von 1894 bis 1912 zusammen mit Kristian Erslev und William Christensen an der Quellenedition Repertorium diplomaticum regni Danici mediævalis. Bereits in den 1880er Jahren hatte sich zwischen Hude und Erslev eine Beziehung entwickelt, doch erst nach Erslevs Scheidung konnte das Paar am 1. Juli 1910 heiraten.
Ab 1884 engagierte sich Hude zunehmend für die Rechte der Frau und wurde Mitglied der dänischen Frauengesellschaft Dansk Kvindesamfund. 1904 engagierte sie sich aktiv für das Frauenwahlrecht und war Mitbegründerin des Politischen Frauenbundes Politisk Kvindeforening, dessen erste Präsidentin sie 1905 wurde. Auf ihren Antrag im Jahr 1906 wurde aus der Politischen Frauenvereinigung der Kopenhagener Frauenwahlverein, der 1907 zum Landsforbundet for Kvinders Valgret wurde.
Ab 1908 widmete sie sich dem Spiritismus. Sie veröffentlichte einen Artikel in der englischen Zeitschrift Proceedings of the Society for Psychical Research, und 1913 wurde ihr Buch The Evidence for Communication with the Dead von einem Londoner Verlag veröffentlicht. Sie schrieb die autobiographischen Bücher The Way I Went und Through Death.
Im Jahr 1927 wurde sie mit dem Tagea Brandts Rejselegat ausgezeichnet.
Hude starb 1934 in Kopenhagen.

## Veröffentlichungen (Auswahl)
- 1893: Danehoffet og dets Plads i Danmarks Statsforfatning, G.E.C. Gad: Kopenhagen.
- 1903: Holstenerpræstens Krønike (Presbyter Bremensis). Kopenhagen.
- 1913: The evidence for communication with the dead. BiblioBazaar, 2010, ISBN 978-1171488958.
- 1920: Vejen jeg gik. Kopenhagen.
- 1926: Gennem Døden. Kopenhagen.